# Leucanitis pia
Leucanitis pia är en fjärilsart som beskrevs av Embrik Strand 1917. Leucanitis pia ingår i släktet Leucanitis och familjen nattflyn. Inga underarter finns listade i Catalogue of Life.